# 飯吉優
飯吉 優（いいよし ゆう、1997年12月29日 - ）は、日本のマルチタレント。
千葉県野田市出身。フリーランス。

## 来歴
(株)A-LIGHT専属タレントとして2018年4月末まで所属していた。現在はフリーランスで舞台を中心に活動中。

また、怪談師や仮歌等の音楽活動も行なっている。

## 人物
あだ名(愛称)メッシ。よく物を壊すので一部で「破壊神」とも呼ばれている。

堕天閉じ2020の内回り公演のほとんどの日に雨を降らせたので共演者からは「アメフラシ」と呼ばれた。

特技は剛柔流空手、 琴(生田流)、クラシックバレエ等。着物の着付けも出来る。

子供の頃から霊感が強く怪談師としても活動している。にもかかわらず心霊番組やお化け屋敷は受け付けない。

持ち物に名前をつけるクセがあり愛車のSUZUKIのハスラーはハス子、プレゼントされたビブラスラップは光圀と名づけ大切にしている。「光圀は彼氏」と言い張り、周囲を困惑させているらしい。

バイセクシャルを公言している。

国指定難病に認定されている『腸管型ベーチェット病』を患っており、そのために中学は院内学級を卒業、その後も入退院を繰り返す時期があった。現在も治療を続けつつ活動している。

2018年には突発性難聴を発症。右耳の聴力がほぼゼロである。。

趣味は掃除。軽度の潔癖症である。

出身の野田市のことを愛しすぎていて、「野田狂」と呼ばれるのを目標にしている。

愛犬はカニンヘンダックスフンドのナミ。6月27日生まれの女の子。

歩幅は62.5cm（無意識時）

## 出演

### 映像 ドラマ
- 『TBS ごめんね青春！』女子生徒役、駅伝選手役
- 『YouTube1分ホラー 黒い服の女』黒い服の女役
- 『テレビ東京 どうぶつピース』
- 『YouTube【短編ホラー】日本呪術研究呪鬼会　友人関係【呪い代行】』

### 舞台
- 郡司企画『ミュージカル不思議の国のアリス』白ウサギ役、ダンスアンサンブル（2015年3月24日～3月29日：銀座みゆき館劇場）
- 清月エンターテイメント『魂の剱伎道vol.1』剣豪役、恋人役（2015年8月2日：三鷹RIスタジオ）
- 劇団空感エンジン『Juliet』ミーコ役（2015年6月17日～6月22日：両国・Air studio）
- 劇団空感エンジン『LIFE』薫役（2017年4月12日～4月17日：両国・Air studio）
- 劇団空感エンジン『六畳一間で愛してる』坂井真由美役（2018年6月14日～6月18日：両国・Air studio）
- Yプロジェクト『白虎隊~獅子たちの什の掟~』西郷家 葵役（2018年9月27日～9月30日：渋谷区文化総合センター大和田　伝承ホール）
- 若宮プロデュースvol.7『宇宙の片隅で、僕は君に話しかけたかった。』（2018年12月4日～12月9日：三栄町LIVE STAGE）
- 『カルパノーラマ』心理試験 蕗屋役（2019年1月23日～1月27日：渋谷区文化総合センター大和田　伝承ホール）
- 『無敵望遠鏡』香取キヨ役（2019年5月9日～5月14日：吉祥寺シアター）
- 『美シヒ國ハ、文化ノ明日ヲ蝕ムカ否カ』大野あずき役（2019年8月7日～8月18日：三栄町LIVE STAGE）
- 『あびで~夏のせい~』上野サクラ役（2019年9月5日～9月16日：両国・Air studio）
- 『堕天使は薄い本を閉じて２０２０復活公演 the revenge』副都心線役（2021年4月29日～5月9日：上野ストアハウス）
- 『Three Kingdoms〜最終章〜』「激震・破滅編」張苞役（2021年10月30日～11月3日：オルタナティブシアター）

### ラジオ
- FMラジオ NACK5『手賀沼ジュンのウナンサッタリ・パンツ』ゲスト出演